# Chicane

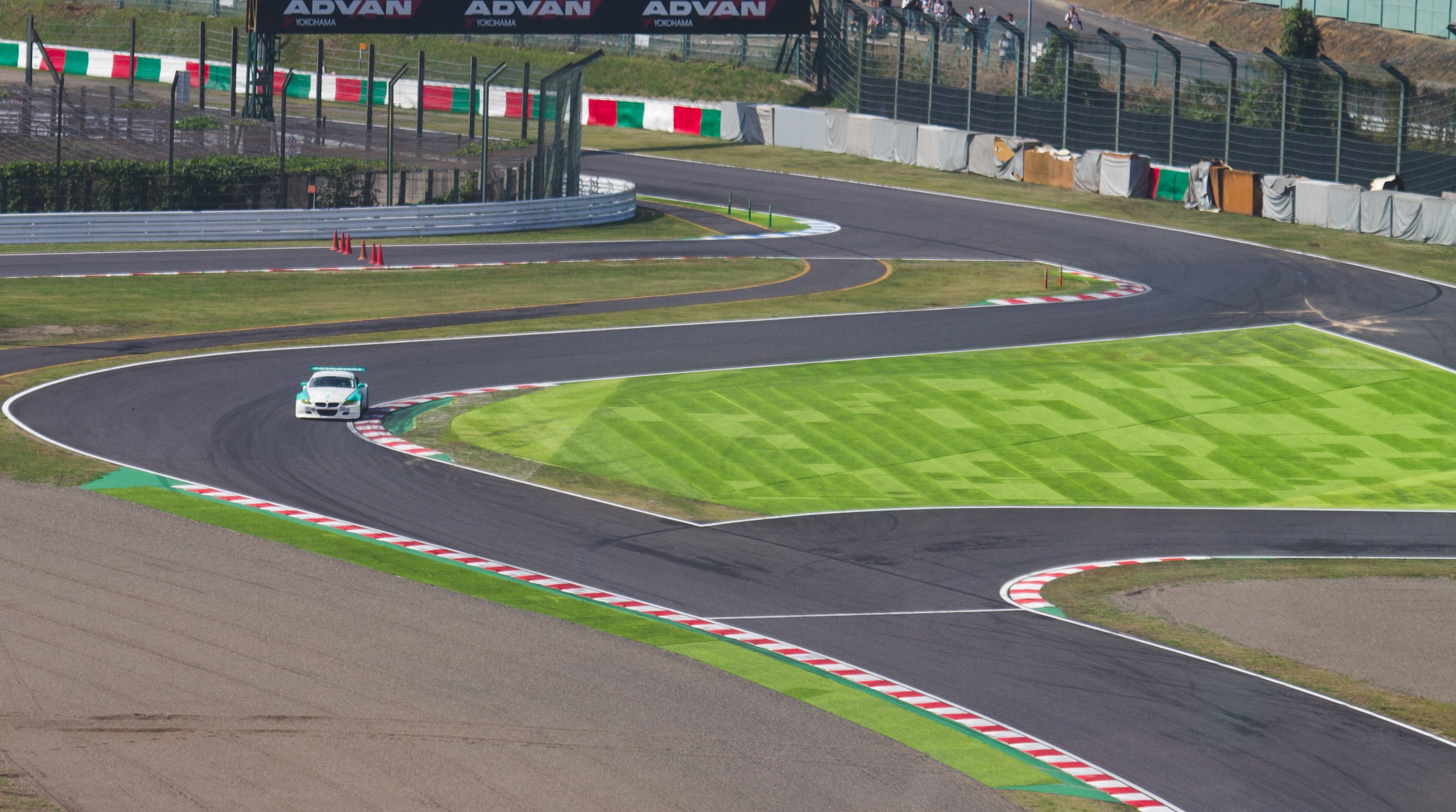
Panoramica dell'ultima chicane (Casio Triangle) che immette sulla linea d'arrivo del circuito di Suzuka

La chicane (pronuncia: /ʃiˈkan/) o variante è una curva o una serie di svolte in sequenza (solitamente a forma di "S"), di contrapposta direzionalità e raggio contenuto, che nei circuiti sportivi viene solitamente posizionata a metà di un lungo rettilineo o in prossimità di un tratto pericoloso, con la funzione di rallentare la velocità dei veicoli e, conseguentemente, aumentare le condizioni di sicurezza durante le gare.

## Descrizione
Alcuni circuiti presentano delle chicane "opzionali" che – a seconda della categoria e della velocità delle vetture in gara – possono essere incluse o meno nel tracciato del circuito; in genere, per categorie superiori, le chicane vengono percorse, mentre in quelle dove gareggiano veicoli più lenti vengono evitate, in quanto tali veicoli non raggiungono velocità tali da risultare eccessivamente pericolose nel punto dove essa è posizionata.
In Formula 1, la vettura che "salta" la chicane, attraversandola all'esterno del tracciato, deve cedere la sua posizione se affianca un'altra vettura, con o senza possibilità di sorpasso. In alcuni casi, il taglio della chicane può comportare una sanzione sportiva, come una penalità da scontare sul tempo di percorrenza finale della gara.
Il termine chicane viene usato anche in altri circuiti sportivi che presentano caratteristiche simili nel tracciato, come quelli per il bob, nonché riguardo a percorsi stradali resi tortuosi per rallentare la circolazione delle auto, nell'ambito della moderazione del traffico.